# 飛空派
「空派」(Aerialbots)是變形金剛系列中的一組虛構隊伍。通常屬於博派(Autobot)，並且全員皆由飛行載具構成。

## G1動畫
他們在G1第二季動畫後期出場，起初是總司令官柯柏文因應狂派製造出衝鋒派(港譯為：特技黨)而要打對台的博派變形金剛，是博派第一支合體特殊部隊，他們的出現也改變了博派制空權不足的問題。
雖然「空派」成員都是變形成為地球的飛機，動畫中劇情設定是，他們是由賽博坦星的火箭改造而來，和狂派的衝鋒派一樣，原本是無靈魂的機體，藉由電腦原能矩陣給予靈魂，初期他們看不起博派和人類但自從回到過去，經歷和狂派初期的戰鬥後改觀，甘心成為博派的航空部隊，這也戲劇化地奠定了博派和柯柏文的命運。
「飛空派」5位成員能合體成為「超級戰士」(Superion)，依照不同地區有時也翻譯為「大無畏」或「速柏利昂」。

### 人物
Silverbolt/灰甲(港譯)/銀劍(上譯)
飛空派的指揮官，在合體狀態時擔任軀幹，他變形成為協和式客機
Slingshot/史靈(港譯)/彈弓(上譯)
飛空派的副官，在合體狀態時擔任左手手臂，他變形成為海獵鷹戰鬥機
Fireflight/飛天火(港譯)/飛火(上譯)
飛空派的偵察員，在合體狀態時擔任右手手臂，他變形成為F-4幽靈II戰鬥機
Skydive/天敵(港譯)/俯衝(上譯)
飛空派的航空戰略家，在合體狀態時擔任右腿，他變形成為F-16戰隼戰鬥機
Air Raid/空襲(港譯/上譯)
飛空派的戰士，在合體狀態時擔任左腿，他變形成為黑色F-15鷹式戰鬥機

### 圖片

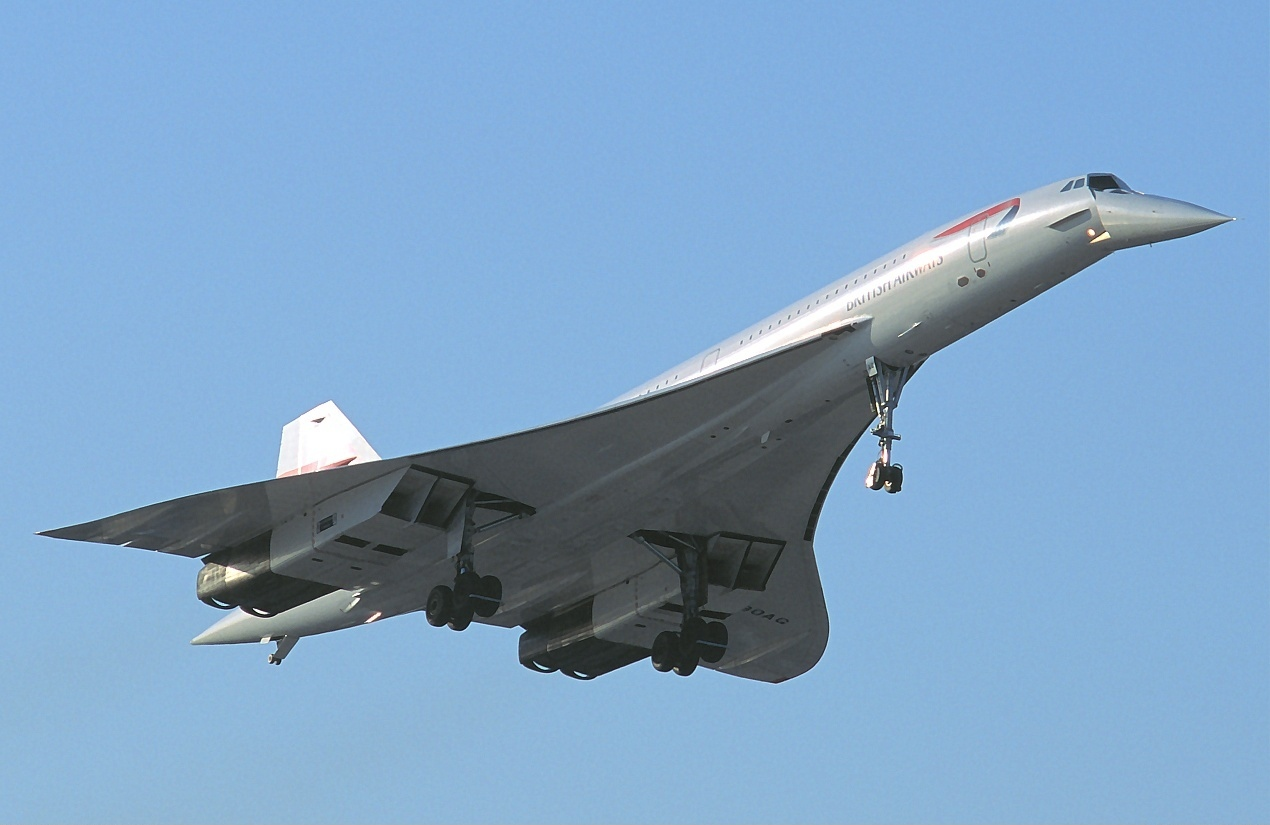
灰甲/銀劍變形成為協和式客機
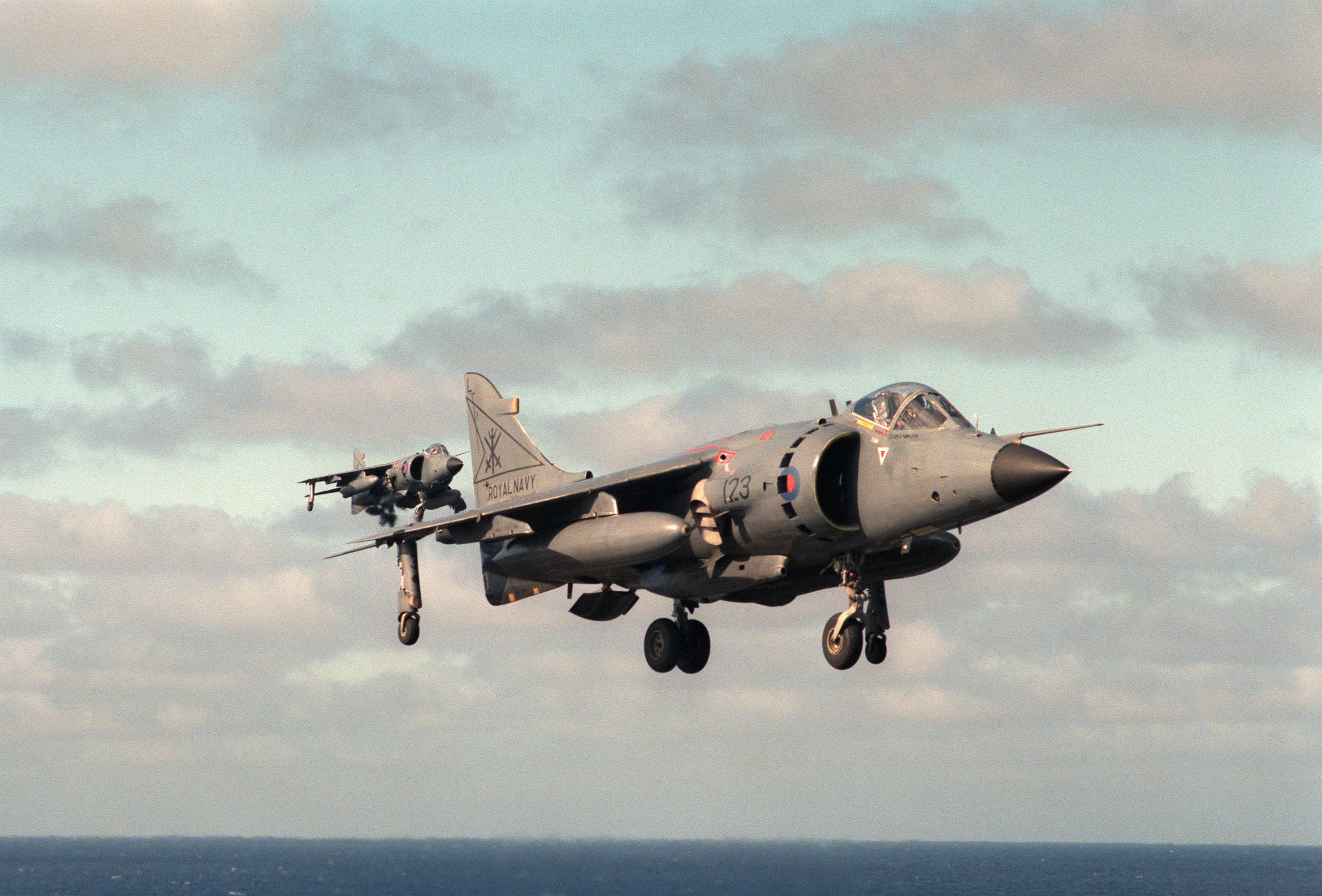
史靈/彈弓變形成為海獵鷹戰鬥機
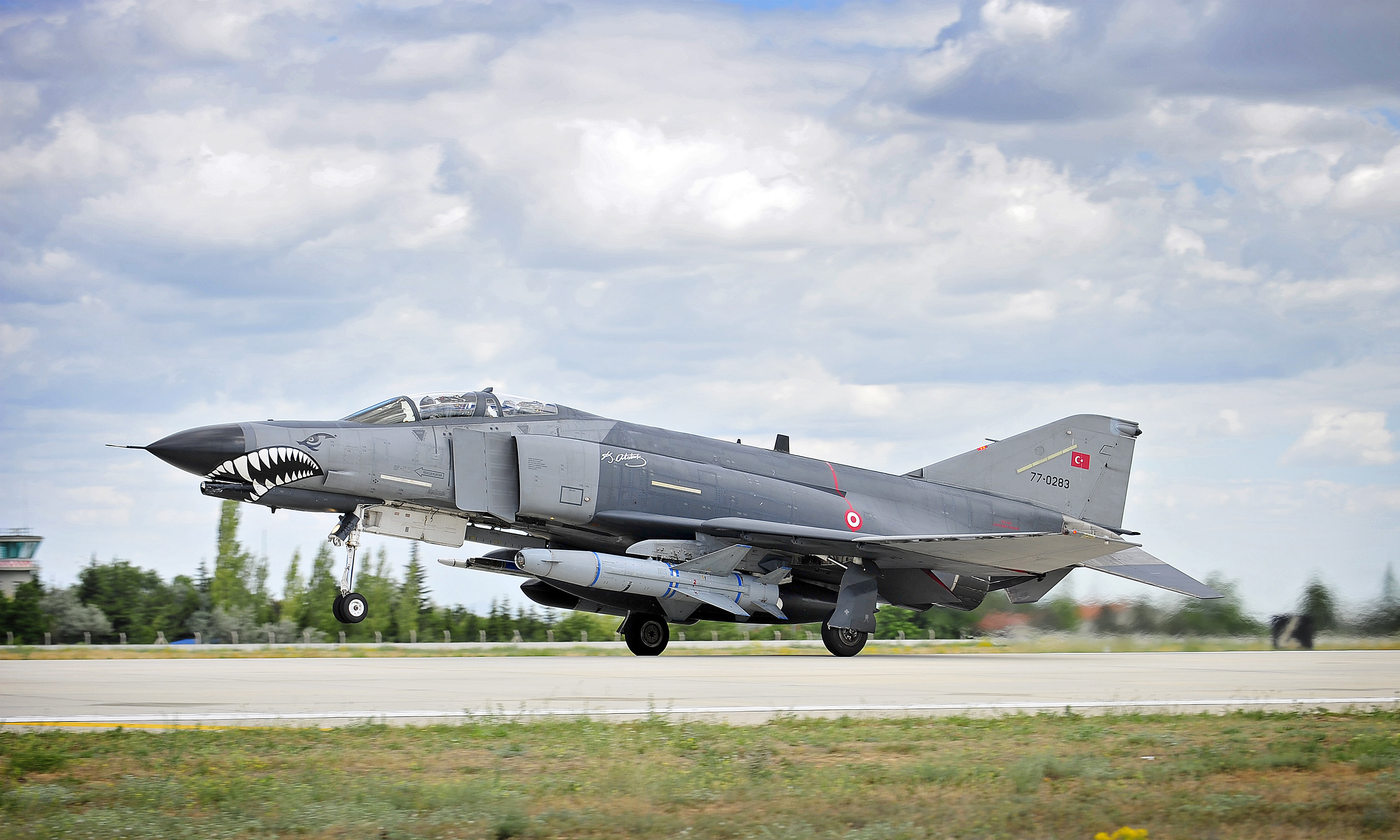
飛天火/飛火變形成為F-4幽靈II戰鬥機
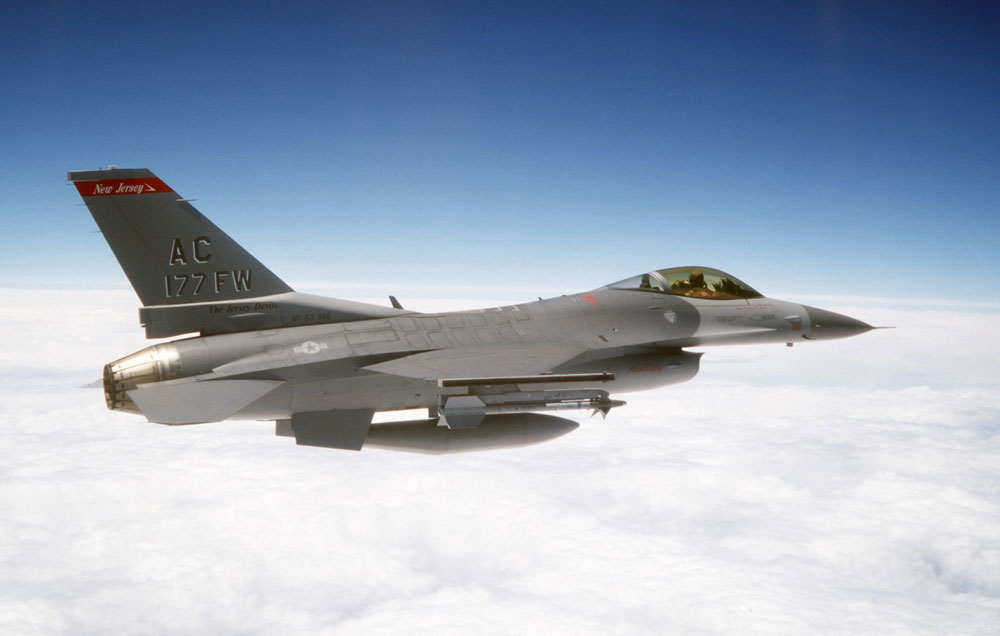
天狄/俯衝變形成為F-16戰隼戰鬥機
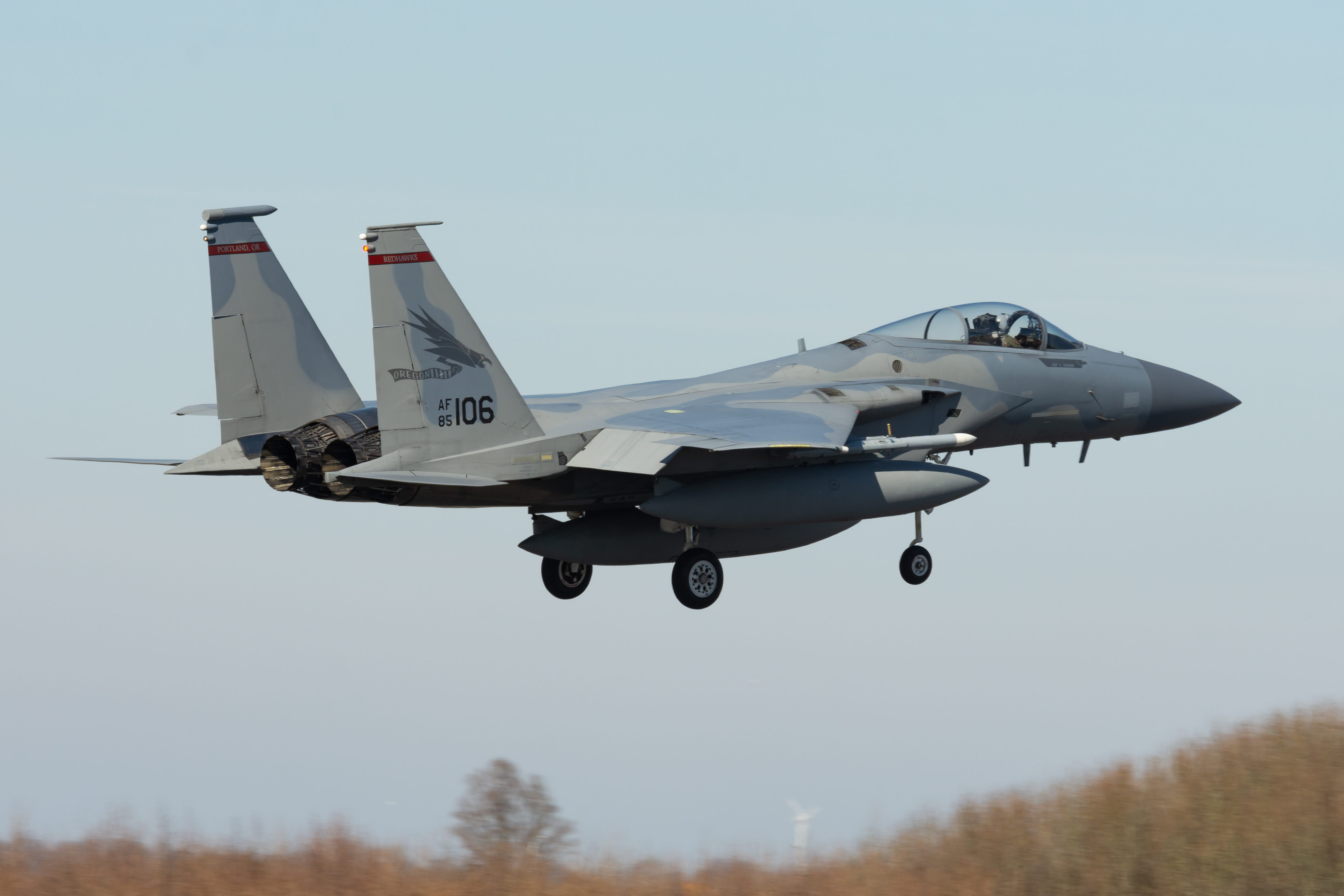
空襲變形成為黑色F-15鷹式戰鬥機

## 變形金剛：超能連結()
在2004年的動畫版中，飛空派以合體狀態的速柏利昂登場，作為古代的四大守護合體金剛之一。

## 外部連結
- Birth of the Aerialbots (Re-edit and Re-loaded) （页面存档备份，存于）
- The Transformers "War Dawn" Act 2-Shout! Factory DVD Version （页面存档备份，存于）
- Stunticons vs. Aerialbots (first battle) （页面存档备份，存于）